# Vigassy Mihály
Vigassy Mihály (Budapest, 1947. szeptember 21. – Budapest, 2020. március 21.) magyar katolikus pap. 

## Pályafutása
1973. június 19-én szentelték pappá Esztergomban. 1973–1974-ben hatodéves növendék volt a budapesti Római Katolikus Központi Hittudományi Akadémián.
1974–1975-ben Nyergesújfalun, 1975–1979-ben Budapest–Törökőrön, 1979–1980-ban pedig Budapest–Óbuda-Hegyvidéken szolgált káplánként.
1980-tól 2002-ig a Budapest, Szentendrei úti Kövi Szűz Mária templom plébánosa volt. Az 1980-as évek második felében az ő irányításával történt meg a templom felújítása és bővítése. 2002-től 2020 eleji nyugdíjba vonulásáig a Krisztinavárosi Havas Boldogasszony-templom plébánosa volt. Utóbbi állomáshelyén hittant oktatott a Szent Gellért Katolikus Általános Iskola és Gimnáziumban is. A plébánia 2007-ben Szent Flórián-szobrot állíttatott az észak-budai tűzoltási és mentési parancsnokság Kosciuszkó Tádé utcai laktanyájának udvarán a szolgálatteljesítés közben életüket vesztett tűzoltók emlékére, a műegyetemi lőtértűz hősi halottaira is emlékezve.
Emellett 1993-tól 2002-ig esperes, ezt követően érdemes esperes; 1994-től pápai prelátus.
Hosszú éveken át a Regnum Marianum papi közösségének tagja, négy éven át a közösség házfőnöke volt.

## Művei
- A Regnum Marianum lelkisége. in: Pannonhalmi Nagytalálkozó, 2000, Háló Egyesület, Budapest, szerk. Szeibert András